# Narcís Oller

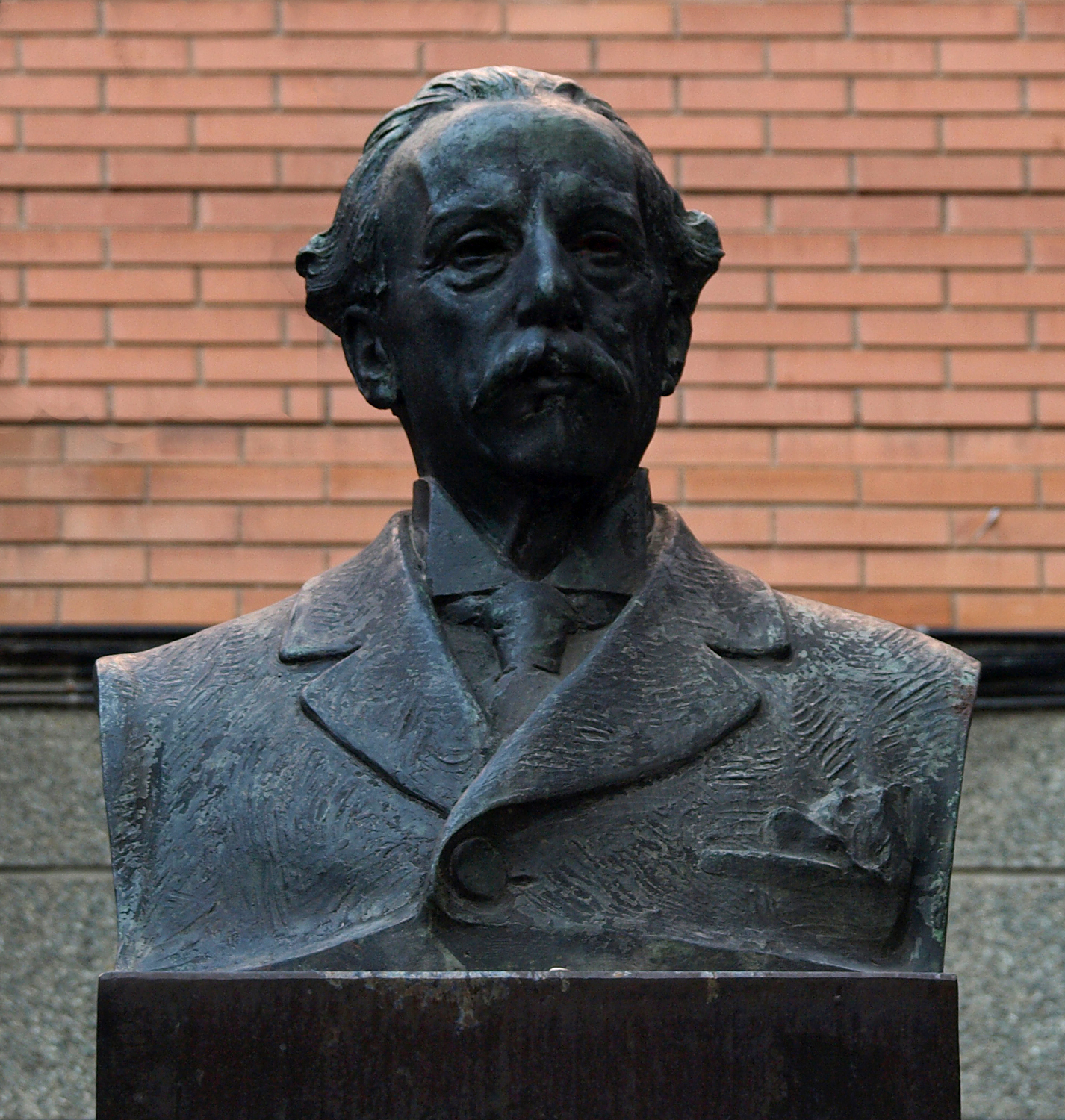
Büste von Narcís Oller (Werk von Eusebi Arnau)

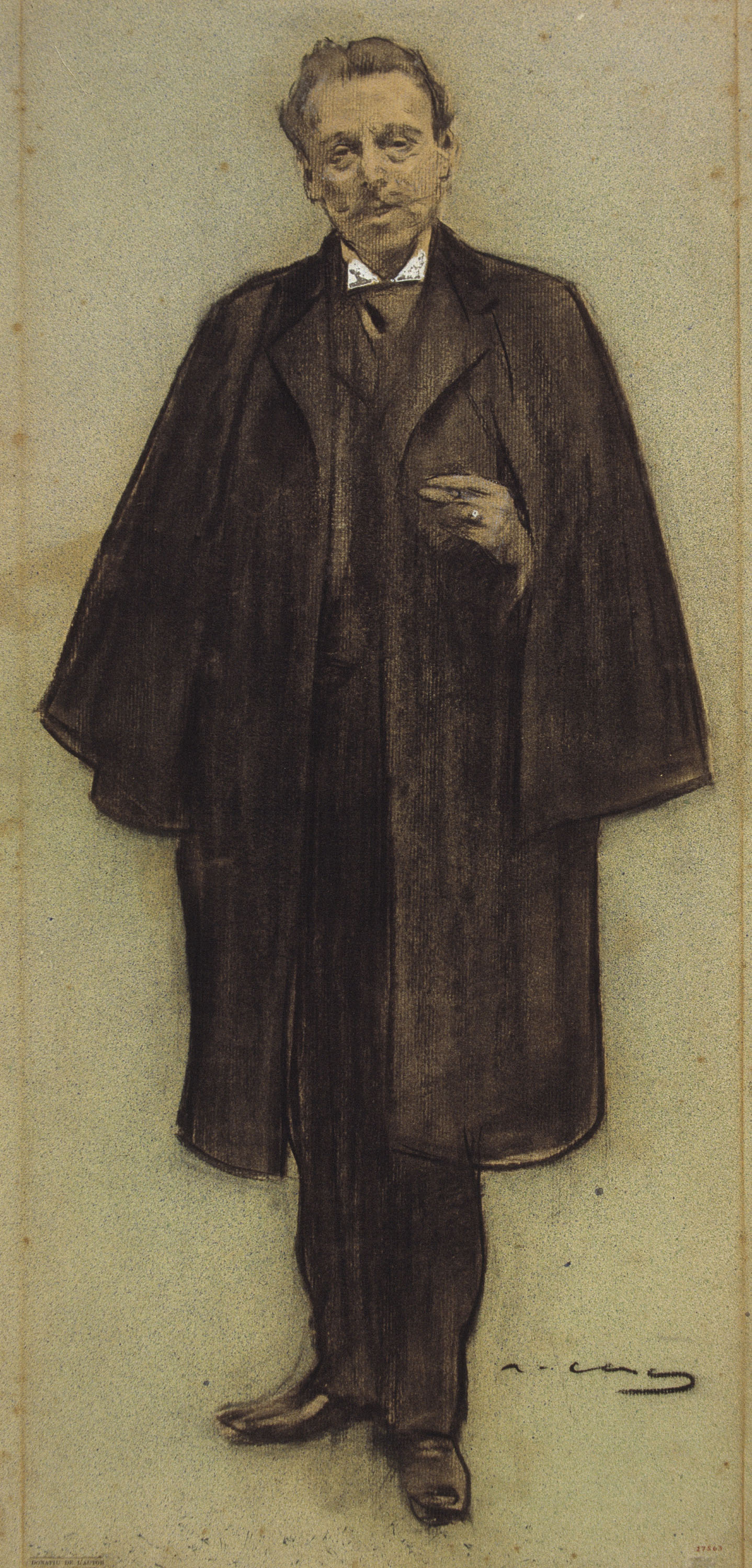
Narcís Oller, vom Ramon Casas (MNAC).

Narcís Oller i Moragas (* 10. August 1846 in Valls, Katalonien; † 26. Juli 1930 in Barcelona) war ein katalanischer Schriftsteller.

## Leben
Seine Eltern waren Josep Oller Yxart und Rosa Moragas Tavern. Nachdem sein Vater früh verstorben war, siedelte seine Mutter mit dem erst zweijährigen Narcís in ihr Elternhaus. Die Moragas waren eine der wichtigsten Familien in Valls und der Bruder seiner Mutter, Josep Moragas Tavern, übernahm für Narcís die Vaterrolle. Er wuchs in einem intellektuellen und liberalen Umfeld auf.
Die erste Literatur, die er aus der umfangreichen Bibliothek seines Onkels und späteren Tutors las, waren Bücher der Französischen Klassik, aber besonders auch französischen und spanischen Romantik. Es blieb seine Vorliebe für moderne französische Literatur; später auch für russische.
Dem Vorbild seines Onkels folgend, studierte er zunächst in Barcelona Recht. Dort entwickelte er sich zu einem „überzeugten Demokraten“. Aber die Revolution von 1868 enttäuschte und entfremdete ihn von der Politik. Im Einklang mit seiner Herkunft empfand er sich nun als moderaten Liberalen und konservativen Katalanisten. 1873 trat als Anwalt in den Verwaltungsdienst der Provinz Barcelona ein. Gleichzeitig setzte er seine schriftstellerische Arbeit fort.
Nach zehn Jahren als Schriftsteller, in denen er wenig erfolgreich romantische Werke in Spanischer Sprache verfasste, wechselte er zu den Schriftstellern des Realismus. Er hatte Émile Zola kennengelernt und war seitdem vom Stil der französischen Naturalisten angezogen.
Auch begann er auf Katalanisch zu schreiben. Angesichts der Restriktionen, welchen die katalanische Sprache in der Literatur unterworfen war, wird Narcís Oller als Begründer der modernen katalanischen Novelle betrachtet und gilt als eine Symbolfigur der Renaixença (katalan. für „Wiedergeburt“). Sein Wechsel in der Sprache gaben den Jocs Florals ab 1877 einen starken Auftrieb. In diesem „Dichterwettstreit“ erhielt er für seine Werke den Hauptpreis der Jahre 1879, 1880 und 1884.
Im aufkommenden Modernisme mit neuen literarischen Tendenzen und Schriftstellern fand Narcís Oller keinen Platz mehr. Seine Resignation wurde verstärkt durch den Tod zweier von ihm geschätzter Kritiker, seinem Freund Joan Sardà und seinem Vetter Josep Yxart Moragas, mit dem er gemeinsam aufgewachsen war. Ihr Einfluss war für seine Hinwendung zum Realismus entscheidend gewesen.

## Werk
Narcís Oller gilt als bedeutendster Romancier katalanischer Sprache. Sein erster, 1882 publizierter Roman, La papallona (Der Schmetterling) erschien bald danach mit einem Vorwort von Zola auf Französisch. Sein berühmtestes Werk ist neben L’escanyapobres (1884; auf Deutsch: Der Vampyr, 1920 und 1954) und Vilaniu (1885), der Roman La febre d’or (1890–1892, Das Goldfieber), der die wirtschaftliche Dynamik im Barcelona der Gründerzeit zum Thema hat.
- Tauwetter, Erzählung, in Katalanische Erzähler, Zürich, Manesse Verlag 1978, Neuauflage 2007, ISBN 978-3-7175-1558-6

Er übersetzte u. a. auch Werke von Tolstoi, Goldoni und Dumas.